# 引田天功 (初代)
初代・引田 天功（ひきた てんこう、1934年〈昭和9年〉7月3日 - 1979年〈昭和54年〉12月31日） は、日本のマジシャン（イリュージョニスト）、催眠術師。本名は引田 功（ひきた いさお）。師匠は松旭斎天洋で、天功の天の字は師匠からもらっている。
水中や爆発などの極限状態からの脱出マジックを得意とし、「日本の脱出王」の異名を取った。

## 人物
神奈川県横浜市生まれ。日本大学高等学校、日本大学旧工学部卒業。声優の小桜有美（先妻・小桜京子との間の子）、80年代のアイドルグループ少女隊の“トモ”として活動した引田智子（後妻との間の子）は娘。
1968年から1975年まで7回にわたり、日本テレビの特番（主に木曜スペシャルの枠内）として放送された脱出イリュージョンで（「死のジェットコースター大脱出」、「死の火煙塔大脱出」「死の水道管大脱出」「油地獄水面炎上大脱出」など）は、それまでの奇術と一線を介したスケールの大きさで毎回高視聴率を記録した。アイデアは自身が尊敬する“脱出王”ハリー・フーディーニの脱出劇にヒントを得たものである。
テレビメディアと組んだ大規模な脱出イリュージョンの日本におけるパイオニアとして、日本のマジック界をリードする存在だったが、脱出の際の大掛かりなパフォーマンスで使用する大量の火薬の威力は凄まじく、練習中に瀕死となるアクシデントや、音と熱と煙に相当悩まされるなど諸刃の剣であったと自身の著書に記している。『紅白なんでも合戦』での海中脱出マジックには5000万円の生命保険がかけられた。
本業以外では1969年、フジテレビ系のテレビドラマ「フラワーアクション009ノ1」にレギュラー出演。また、レギュラー冠番組『天功どっきり60分!』（東京12チャンネル（現・テレビ東京））も持っていた。
心筋梗塞などの心臓疾患に苦しんだ中年期以降は催眠術パフォーマンスにも取り組み、身体に負担をかけず、かつ視覚的にインパクトのある芸も取り入れる。一方では「ナイアガラ瀑布脱出」などの新たな脱出イリュージョンを構想していたともいわれていたが、病状の進行等の事情から果たせなかった。
1979年12月31日、心臓病にて死去。45歳没。翌日（1980年元日）朝のフジテレビの特別番組『初詣爆笑ヒットパレード』で、司会の三波伸介によりその訃報が伝えられる。
遺骨は横浜市緑区長津田の大林寺に葬られた。

## 来歴
- 1953年、松旭斎天洋の門下生となる
- 1960年、松旭斎天洋門下から独立し「東京魔術団」を結成
- 1964年、喜劇女優の小桜京子（柳家金語楼の姪）と結婚[8]するも、1970年離婚
- 1970年、大阪で行われた日本万国博覧会EXPO'70電力館水上劇場で会期中イリュージョンショーを行う
- 1971年5月14日、昭和天皇の古希を祝う会にて天覧奇術出演
- 1979年、心筋梗塞の発作を起こし闘病を続けるも死去。45歳没

## 出演

### バラエティ番組
- 魔法の小箱 (1960年、NHK、レギュラー出演[9][10])
- 天功どっきり60分!（1976年4月2日 - 12月17日、東京12チャンネル）
- 火曜ワイドスペシャル「大騒動!ザ・ドリフターズ、引田天功に挑戦!!」（1974年3月19日、フジテレビ系[11]）

### テレビドラマ
- フラワーアクション009ノ1（1969年10月7日 - 同年12月30日、フジテレビ） - ジョーカー 役[12]

## 書籍
- 『インスタント・マジック』（大泉書店） 1968
- 『手品・奇術入門』（監修、小学館、小学館入門百科シリーズ12） 1971
- 『ゲーム奇術大学』（監修、集英社、まんが版入門百科） 1974

## 弟子
- 朝風まり[13]（二代目・引田天功[14]、プリンセス・テンコー）
- 引田天洋
- ナポレオンズ
- 中島誠之助